# サインポスト
サインポスト（英語: The Signpost、旧称はWikipedia Signpost）は、英語版ウィキペディアのオンライン新聞。ウィキペディアのコミュニティによって運営され、ウィキペディア編集者からの寄稿によりオンラインで公開されている。その内容は調停委員会の裁定、ウィキメディア財団の発表および姉妹プロジェクトに関する話題を含む、ウィキペディアコミュニティに関する事柄と関連イベントについての報告である。 
サインポストは2005年1月にマイケル・スノーによって設立された。当初の紙名は「ウィキペディア・サインポスト」であったが、後に「サインポスト」に短縮された。スノーはウィキメディア財団の理事に任命された2008年2月まで同紙への寄稿を続けていた。 
元編集者の「The ed17」は、2012年から2015年までの在任中に、サインポストが扱う範囲をウィキペディアとそのコミュニティのみならず、より広くウィキメディア運動全体に拡大したと言及している。 2015年1月、「ed17」からウィキペディア編集者の「Gamaliel」と「Go Phightins!」に編集者を交代し、2016年には「Pete Forsyth」、2017年に「Evad37」がこれを引き継いだ。2015年6月の欧州におけるパノラマの自由法の変更に関する報道は、多くの出版物で参照された。 
サインポストは、『ソシオロジカル・フォーラム』、社会運動研究の学術雑誌『インターフェイス』、『ニュー・レビュー・オブ・アカデミック・ライブラリアンシップ』において学術研究の主題にされ、 ロスアラモス国立研究所とダートマス大学の研究者による研究でもウィキペディアに関する情報源として参照された。ニューヨーク・タイムズ、ザ・レジスター、 Nonprofit Quarterly、およびハインツ・オンラインでも取り上げられた。 『Wikipedia – The Missing Manual』は、サインポストを意欲的な新人ウィキペディア編集者の必読書であると評している。

## 歴史

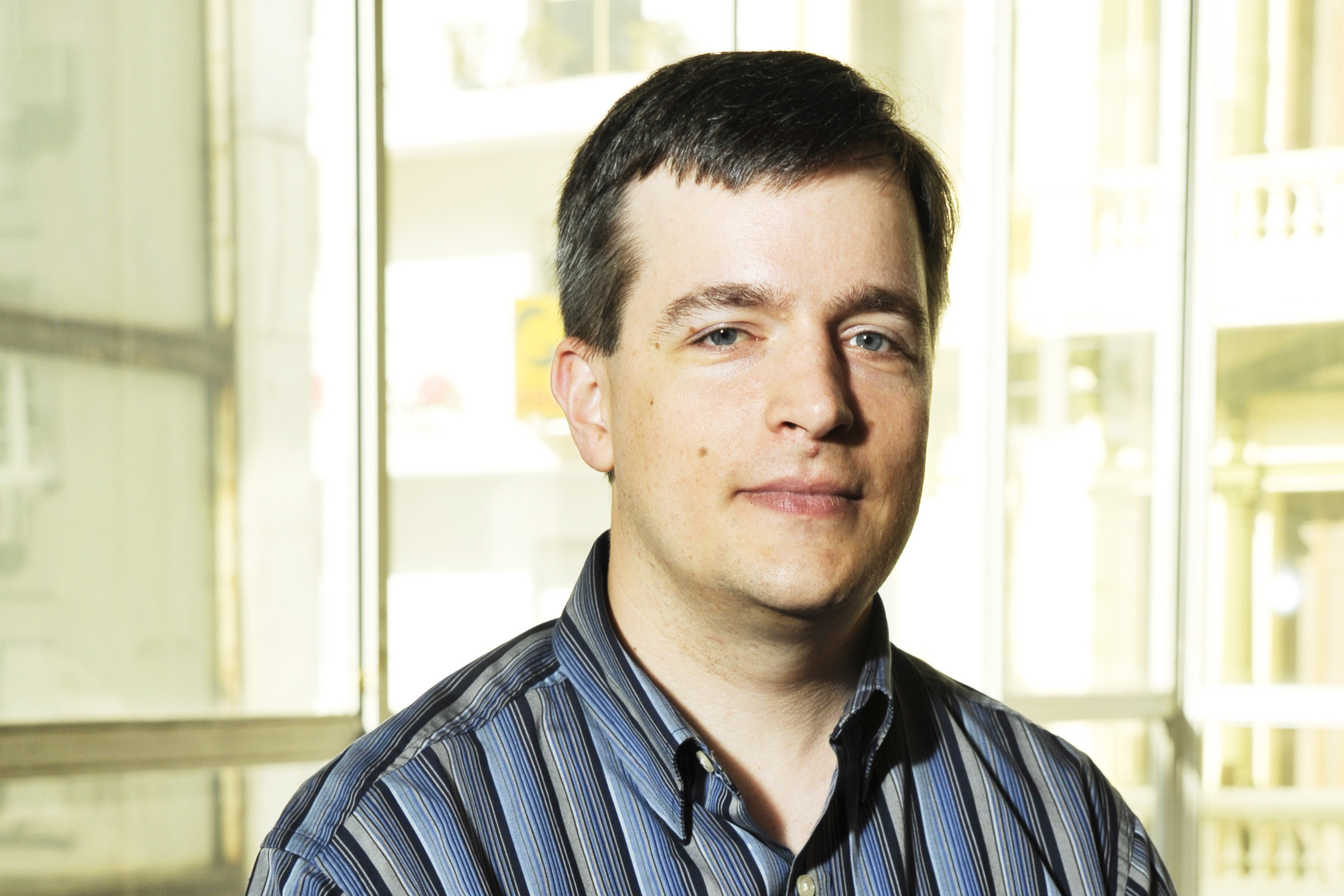
サインポスト創設者のマイケル・スノーは、後にウィキメディア財団の理事会議長を務めた。

2005年1月にウィキペディア・サインポスト(Wikipedia Signpost)として公開されたこのオンライン新聞は 、後にサインポスト(The Signpost)と改称された。その創設者はウィキペディアンであり、後にウィキメディア財団理事会の議長を務めるマイケル・スノーである。これ以前に似たような試みとして2001年11月20日にラリー・サンガーが始めたWikipedia:Announcements、2002年11月14日に始められたメタウィキのWikimedia News、2003年12月10日に始められたドイツ語版ウィキペディアのWikipedia-Kurierが存在した。 
スノーは第一号において、「私は、これ（サインポスト）がウィキペディアのコミュニティ周辺で何が起こっているのか興味がある人にとって、価値のある情報源になることを願っています」と書き、サインポストという題号はウィキペディアにおける、トークページに投稿する際に編集者の署名を付ける慣行に由来していると述べている。スノーは2005年8月に編集者を辞任したが、2008年2月に理事会に任命されるまでは寄稿を続けた。スノーからは編集者を引き継いだ「Ral315」は、その際最初の投稿で「マイケルのサインポストにおける働きに、個人的に感謝を表したいと思います。これはウィキペディアンがウィキペディアで何が起きているかを知る大きな手助けとなる偉大なアイデアでした」と述べている。「Ral315」は2007年9月にサインポストに関する調査を実施し、その調査結果に基づいて毎週約2800人のウィキペディア利用者がサインポストを読んでいると推定した。 
2008年7月、「Ral315」はサインポストの透明性について言及し、ウィキメディア財団の要請を受けて、財団が抱える係争中の訴訟に関する記事を掲載しないよう決定したことを認めた。彼は、サインポストが財団と関係がある以上は訴訟に深刻な影響を与える可能性があり、「これは不幸ではあるが必要だと思います」と述べている。「Ral315」は、この決定が将来に及ぼす影響についても懸念を表明している。曰く、「私は状況の本質についてかなり悩んでいます。 なぜなら、財団からの『話を書くな、公開するな』という圧力を感じたのはこれが初めてだからです。これで、一番深刻な場合でない限り持ち出したくない、危険な前例が残ることになりました」と 。 

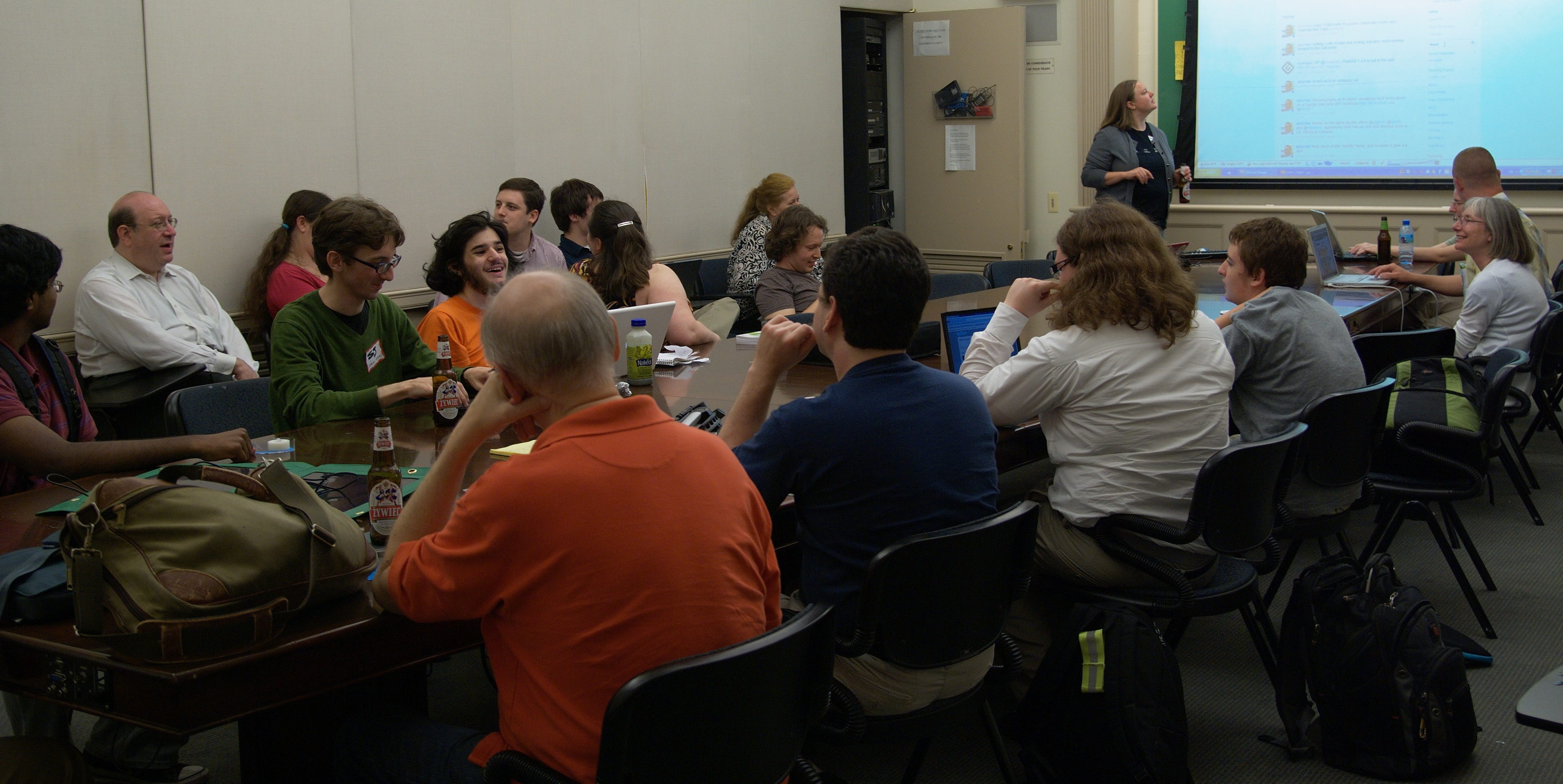
サインポストの編集会議に取り組むウィキペディアのコミュニティのメンバー（2009年、ニューヨーク）

サインポストは2008年11月に200号を発行し、それまでに181の寄稿者によって計1731記事が公開された。ウィキペディアの利用者である「Ragesoss」は2009年2月に編集者を引き継ぎ、紙面が刷新された。「Ragesoss」は2010年6月に編集者を辞任し、「HaeB」が、ウィキペディア・サインポストからサインポストへと改名すべきかどうか議論されているこの新聞の編集者を引き継いだ。同年にはポッドキャストで配信される『ウィキペディア・ウィークリー』や、ニュースレターの『ウィキジン』などの、ボランティアで運営される姉妹紙的なウィキペディア出版物(Wikipedia publications)が始められた。 
「HaeB」は2011年7月にウィキメディア財団に雇用され、編集者を辞任した。彼は「コミュニティによって運営される出版物の最終的な編集判断を私が続けたならば、多くの諍いの種になったことでしょう」と述べている。三人の暫定編集長を挟んで、ウィキペディア利用者の「ed17」が2012年5月にサインポストの8人目の編集者に就任した。彼は以前に、軍事史に関する記事を改善するために発行されていたウィキプロジェクトの出版物「ビューグル」の編集を務めていた。2013年のインターナショナル・ビジネス・タイムズの記事は、サインポストによるWiki-PR社事件と利益相反編集の繋がりを暴いた調査報道について言及した。 

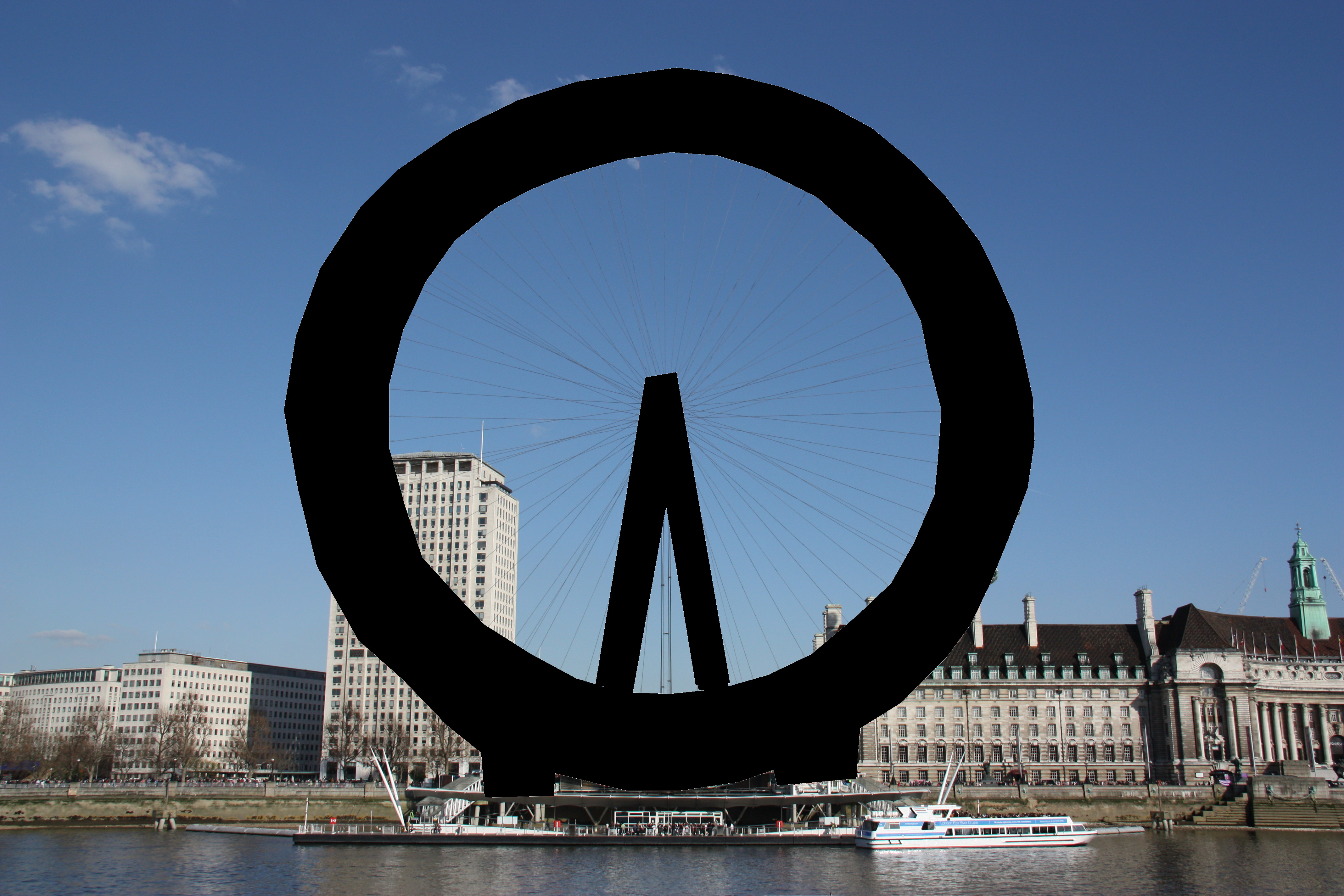
2015年にサインポストに掲載された、ヨーロッパにおけるパノラマの自由制限に関する報道は、ドイツ語、イタリア語、ポーランド語、ロシア語などでの出版物で引用された。

2015年に、パノラマの自由（屋外芸術を被写体とする写真を撮影する際に原著作者の許諾を得る必要がないとする例外規定）の変更を含むヨーロッパにおける著作権制限の強化の可能性を伝える記事が掲載されると、英語、ドイツ語、イタリア語、ポーランド語、ロシア語などの出版物がサインポストを参照した 

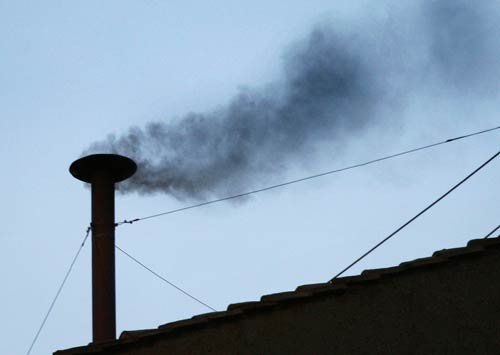
ハインツ・ハイスは、サインポストが財団事務長ライラ・トレティコフとの論争に関する記事でコンクラーヴェの画像を使ったことを強調し、理事会の圧力を象徴していると評した。

2015年1月にウィキペディア利用者の「Gamaliel」と「Go Phightins!」がサインポストの編集者に就任した。「ed17」は、サインポストは彼の在任中に、英語版ウィキペディアから広くウィキメディア運動全体へと扱う範囲を拡大したと述べている。2015年1月の10周年記念回顧号で「Gamaliel」は、サインポストのさらなる発展はウィキペディアのコミュニティによる協力と参加に掛かっていると述べ、ウィキペディア利用者に提案を募るとともに編集部への参加を呼び掛けた。編集者を務めた最初の号で、両人はサインポストの持つ独自の役割について、「私たちは、財団、国別協会(Wikimedia chapters)、ウィキ教育財団(WikiEd)などとは独立した一個の存在としての、私たちの意見と立場を維持することに努めるつもりです」と述べている。 
2016年1月にフォーチュン誌とArs Technicaがウィキペディア編集者によるアーノン・ゲシュリの理事就任への不信任について報じた際には、サインポストがその情報源となった。 サインポストは、ライラ・トレティコフの事務長留任に係るウィキメディア財団内の論争・混乱を伝える2016年2月の記事に、コンクラーヴェにおける教皇選出を参考にして、煙突から黒い煙が出ている写真を掲載した（黒い煙は選挙の結果教皇が決まらなかった時に用いられる）。ハインツ・オンラインによれば、この写真は理事会が行動を起こすよう圧力をかけていることを示しているという。 アンドレアス・コルベはサインポストに、「勝ち組検索エンジンの創造が、ボランティアを『タダ働きのハムスター』に変えた」とする文章を寄せている。

## 内容
サインポストは、ウィキペディアのコミュニティ、ウィキメディア財団や姉妹プロジェクトに関する記事を公開しており、これらは無料で提供されている。運営はウィキペディアのコミュニティによって行われている。2005年から2016年にかけては基本的に週刊で刊行された。2016年4月には寄稿者不足から、刊行周期が名目上隔週刊に変更された。しかし、2017年1月・2月に公開されたのは3号のみであり、3月・4月・5月には公開自体がなかった。 現在では、月刊となっている。読者は電子メールかウィキペディアアカウントのトークページで信号の通知を受けることができる。 
サインポストはウィキペディア編集者に、サイト内で行われている記事改善のための共同プロジェクトに関する情報を提供しており 、 ウィキペディアに関する最新の学術研究の情報が集中通知される場所でもある。以前には、「長期裁判報告書」(The Report on Lengthy Litigation)として知られる、ウィキペディアの調停委員会で行われた手続の詳細を記した仲裁報告書も掲載されていた。 
サインポストのアーカイブは公開されており、ウィキペディアの歴史に関する研究を促進している。 

## 分析
Piotr Koniecznyは、査読付き学術雑誌である『ソシオロジカル・フォーラム』に掲載された2009年の記事で、ウィキペディア・コミュニティ内のサブコミュニティとしてサインポストを取り上げた。同年社会運動に関する学術雑誌『インターフェイス』に掲載された記事Koniecznyは、ウィキペディアで個人が自発的に参加できる「複雑で豊かな組織」の一つとしてサインポストを挙げた。 
ロスアラモス国立研究所とダートマス大学の研究者は、サインポストのアーカイブに依拠してウィキペディアの執筆停止について分析し、2011年のIEEE/WIC/ACM International Conference on Web Intelligence(WI)で発表した。ウィキペディアに関する2013年の研究と『ニュー・レビュー・オブ・アカデミック・ライブラリアンシップ』に掲載された高等教育に関する批評において、Gemma Baylissは研究の適時性を確認するためにサインポストのツイッター投稿を検討した。 

## 評価
2007年、 ニューヨーク・タイムズはサインポストを、ウィキペディアの特徴である古風なスタイルと「独自のキッチュで特別なブランド」を併せ持つ「モックアップ新聞」と評している。John Broughtonは2008年の著書『Wikipedia – The Missing Manual』において、「たとえ短い期間であっても、もしあなたがウィキペディアを継続的に編集するつもりなら…何が何でもウィキペディア・サインポストを購読しなさい」と書き、意欲的な編集者にとっての必読書としてサインポストを推奨している。 
フォーチュン誌はサインポストを「ウィキペディアの事情通新聞」と呼んだ。2016年の記事でザ・レジスターの編集幹事アンドリュー・オーロウスキーは、「ウィキペディアの度胸あるニュースレター」と評した。Ars Technicaの編集者Joe Mullinによると、王立協会のナレッジ・エンジンが2016年2月にウィキメディア財団の検索エンジンプロジェクトに助成を与えていたことに関して、サインポストに対して内部情報がリークされ、公開された。ナレッジ・エンジン論争に関して、ノンプロフィット・クォータリー誌の主筆Ruth McCambridgeは、「計画についてのより良い理解のために」技術志向の読者をサインポストに誘導した。ドイツのハインツ・オンライン誌で、Torsten Kleinzは「公式の情報発表がなくなった時に、サインポストは突破口に飛び込み、未知の事実を明らかにし、情報に基づいた議論を開始した」と記している。 

## 関連文献
- Snow, Michael (2005年1月10日). “From the editor: Welcome to the Signpost!”. The Wikipedia Signpost 2016年3月1日閲覧。
- Ral315 (2005年8月15日). “From the editor: As Michael Snow stopped operations on the Signpost last week, I chose to step in as editor”. The Wikipedia Signpost 2016年3月1日閲覧。
- Ral315 (2007年9月24日). “From the editor: Last week, I asked readers to respond to a survey, in order to help us make the Signpost more relevant”. The Wikipedia Signpost 2016年3月1日閲覧。
- Ral315 (2008年2月18日). “From the editor: This week, I'd like to congratulate and thank Michael Snow”. The Wikipedia Signpost 2016年3月1日閲覧。
- Ral315 (2008年2月25日). “Signpost interview: Michael Snow”. The Wikipedia Signpost 2016年3月1日閲覧。
- Ral315 (2008年7月7日). “From the editor: Transparency”. The Wikipedia Signpost 2016年3月1日閲覧。
- Ral315 (2008年11月24日). “From the editor: 200th issue”. The Wikipedia Signpost 2016年3月1日閲覧。
- Ragesoss (2009年2月16日). “From the editor: A new leaf”. The Wikipedia Signpost 2016年3月1日閲覧。
- Ragesoss, Mono and Pretzels (2010年6月7日). “From the team: Changes to the Signpost”. The Wikipedia Signpost 2016年3月1日閲覧。
- HaeB (2011年7月11日). “From the editor: Stepping down”. The Signpost 2016年3月1日閲覧。
- Jarry1250 (2011年9月19日). “From the editor: Changes to The Signpost”. The Signpost 2016年3月1日閲覧。
- The ed17 (2012年5月21日). “From the editor: New editor-in-chief”. The Signpost 2016年3月1日閲覧。
- The ed17 (2015年1月21日). “From the editor: Introducing your new editors-in-chief”. The Signpost 2016年3月1日閲覧。
- Gamaliel (2015年1月21日). “Anniversary: A decade of the Signpost”. The Signpost 2016年3月1日閲覧。
- Go Phightins! and Gamaliel (2015年1月28日). “From the editor: An editorial board that includes you”. The Signpost 2016年3月1日閲覧。
- Wikipedia editors (2016年). “About The Signpost”. The Signpost 2016年3月1日閲覧。